# Melanocetus johnsonii
O peixe-diabo negro (Melanocetus johnsonii) é uma espécie de peixe encontrada em todos os oceanos, porém, mais especificamente em profundidades que variam entre 4,5 e 1,5 mil metros. É capaz de atrair suas presas com uma falsa isca luminosa. Há um grande dimorfismo sexual em tais animais, uma vez que as fêmeas chegam a medir 18 centímetros, mas os machos, porém, crescem apenas até três centímetros.
Por viverem em profundidades extremas onde, às vezes, é muito difícil encontrar alimento, esses machos mordem a barriga de uma fêmea, passando a parasitar de seu corpo. Tanto o macho quanto a fêmea possuem um sistema que opera seu corpo de uma maneira que mesmo na perda de sangue a espécie Melanocetus johnsonii consegue permanecer saudável por um médio período de tempo[carece de fontes?].
O veneno do peixe-diabo negro é um dos mais letais dos mares[carece de fontes?]. Ele tem potência suficiente para matar duas presas graças às suas neurotoxinas. O veneno do Melanocetus Johnsonii é inoculado através de sua pele ou de seus dentes. Esse mecanismo age mesmo que a presa escape. Se ela acabar por ser envenenada, pode acabar morrendo, caso a toxina botulínica que gera botulismo, chegue à sua corrente sanguínia. Essa doença causa paralisia muscular, levando eventualmente à paralisia do sistema respiratório e, consequentemente, à morte. O veneno também apresenta uma substância que mata rapidamente suas presas.
A especie é conhecida por algumas das características dos peixes abissais. Eles são carnívoros, em função de não haver algas na região, além de possuírem olhos muito grandes ou simplesmente não possuírem olhos, devido justamente à falta de luz. Ele expele seu veneno de sua pele com a função de atrair os machos para o acasalamento.

## Descoberta
A espécie foi descoberta pela primeira vez por James Yate Johnson nos mares da ilha da Madeira em 24 de Dezembro de 1863 sendo enviado para o responsável de zoologia do Museu de História Natural de Londres, o zoólogo Albert Günther, sendo classificado pela ciência como Melanocetus johnsonii, em honra do cientista que o descobriu.
Entre os inúmeros mistérios a envolver a existência do Melanocetus johnsonii, um deteve a atenção de ictiólogos ao longo de décadas. Nenhum macho deste peixe das profundidades fora capturado. Em 1924, o britânico Charles Tate Regan percebeu a existência de um pequeno peixe que parasitava um exemplar da criatura descoberta cerca de 60 anos antes por James Yate Johnson. Regan percebeu tratar-se de um macho de Melanocetus johnsonii em processo de reprodução. Esta espécie conta com um dos mais notáveis exemplos de dimorfismo sexual, com a ocorrência de indivíduos do sexo masculino e feminino de uma espécie com características físicas não sexuais marcadamente diferentes. O macho do Peixe-Diabo Negro não mede mais de 3 cm e depende da fêmea para se alimentar.
Em 2014 foi filmado pela primeira vez no seu habitat ao largo do estado da Califórnia, nos Estados Unidos a partir do submersível Doc Ricketts, operado pelo Monterey Bay Aquarium Research Institute.